# Нормье
Нормье́ (фр. Normier) — коммуна во Франции, находится в регионе Бургундия. Департамент коммуны — Кот-д’Ор. Входит в состав кантона Преси-су-Тий. Округ коммуны — Монбар.
Код INSEE коммуны — 21463.

## Население
Население коммуны на 2010 год составляло 49 человек.
| 1962 | 1968 | 1975 | 1982 | 1990 | 1999 | 2010 |
| ---- | ---- | ---- | ---- | ---- | ---- | ---- |
| 52   | 41   | 36   | 50   | 47   | 47   | 49   |

## Экономика
В 2010 году среди 29 человек трудоспособного возраста (15—64 лет) 15 были экономически активными, 14 — неактивными (показатель активности — 51,7 %, в 1999 году было 53,3 %). Из 15 активных жителей работали 14 человек (8 мужчин и 6 женщин), безработным был 1 мужчина. Среди 14 неактивных 2 человека были учениками или студентами, 8 — пенсионерами, 4 были неактивными по другим причинам.